# نطاقات جوجل
نطاقات جوجل هي خدمةٌ تقدمها جوجل لتسجيل اسم نطاق الإنترنت.
تقدم نطاقات جوجل تسجيل النطاق [الإنجليزية] (بما في ذلك تسجيل النطاق الخاص) واستضافة نظام أسماء النطاقات (DNS) وملحقات أمان نظام اسم المجال [الإنجليزية] (DNSSEC) ونظام أسماء النطاقات الديناميكية [الإنجليزية] وإعادة توجيه النطاق والبريد الإلكتروني. تقدم أيضًا تشكيل نظام أسماء النطاقات بنقرةٍ واحدة الذي يربط النطاقات مع مدونة ومواقع جوجل وسكويرسبيس وويكس.كوم وويبلي وشوبفاي [الإنجليزية]. الخدمة معتمدة من قبل آيكان (ICANN).
أُطلقت نطاقات جوجل للعلن تحت الاختبار التجريبي في 13 كانون الثاني (يناير) 2015، وما زالت في الإصدار التجريبي حتى تشرين الثاني (نوفمبر) 2020.

## روابط خارجية
- موقع رسمي